# 도쿠야마시
도쿠야마시(일본어: 徳山市, とくやまし)는 야마구치현에 있던 시이다.
도시는 1935년 10월 15일에 성립되었다. 2003년 4월 21일에 도쿠야마시는 신난요시, 구마게군 구마게정, 쓰노군 가노정과 합병해 슈난시가 되면서 소멸하였다. 또한 이곳에는 가장 유명한 지상파 TV 및 라디오 겸영 방송국인 야마구치 방송이 소재하고 있었던 곳이기도 한다.

## 지리
세토 내해에 접해 있고 일부는 주고쿠 산지까지 지역이 펼쳐져 있다

## 역사
- 1889년 4월 1일 - 정촌제 시행에 의해 근세이래의 쓰노군 도쿠야마촌 단독으로 자치체를 형성하였다.
- 1900년 10월 15일 - 정으로 승격해 도쿠야마정이 되었다.
- 1935년 10월 15일 - 시로 승격해 도쿠야마시가 되었다.
- 1942년 4월 1일 - 쓰노군 가미촌, 구메촌을 편입하였다.
- 1949년 8월 1일 - 오아자 도미타를 분립해 도마타정이 성립하였다.
- 1949년 9월 1일 - 오아자 후쿠가와를 분립해 후쿠가와정이 성립하였다.
- 1955년 10월 1일 - 쓰노군 고도촌을 편입하였다.
- 1966년 1월 1일 - 쓰노군 쓰노정을 편입하였다.
- 2003년 4월 21일 - 신난요시, 구마게군 구마게정, 쓰노군 가노정과 합병해 슈난시가 성립하였다. 동일 도쿠야마시는 폐지되었다.

## 교통

### 철도
- 서일본 여객철도
  - 산요 신칸센
  - 산요 본선
  - 간토쿠 선

### 도로
- 서일본 고속도로
  - 산요 자동차도
- 국도 2호선
- 국도 제315호선 (일본)(일본어판)
- 국도 제376호선 (일본)(일본어판)
- 국도 제434호선 (일본)(일본어판)
- 국도 제489호선 (일본)(일본어판)